# Institut des hautes études par les sciences et la technologie
Cet article possède un paronyme, voir Institut des hautes études scientifiques.
 (novembre 2024).
L'Institut des hautes études par les sciences et la technologie (IHEST) est un service à compétence nationale français rattaché au ministère de l'Enseignement supérieur et de la Recherche. Initialement créé sous le nom d’Institut des hautes études pour la science et la technologie et avec le statut d'établissement public à caractère administratif en 2006, il devient service à compétence nationale à partir du 1er janvier 2024 et reçoit son nom actuel en juin de la même année. 

## Historique
L'Institut des hautes études pour la science et la technologie a été créé par le décret no 2007-634 du 27 avril 2007, sous la forme d'un établissement public à caractère administratif, placé sous la tutelle des ministres chargés de la Recherche, de l'Enseignement supérieur et de l'Éducation nationale : 

« L'Institut des hautes études pour la science et la technologie assure une mission de formation, de diffusion de la culture scientifique et technique et d'animation du débat public autour du progrès scientifique et technologique et de son impact sur la société. »

— Décret du 27 avril 2007
L'établissement public est dissous par l'article 4 du décret no 2023-1321 du 27 décembre 2023 portant partie réglementaire du code de la recherche. Un arrêté du même jour crée un service à compétence nationale reprenant le nom et les missions : 

« Il est créé au sein du ministère chargé de la recherche un service à compétence nationale dénommé « Institut des hautes études pour la science et la technologie ». Ce service est rattaché au directeur général de la recherche et de l'innovation. Il exerce ses missions dans le cadre des orientations définies par ce dernier. »

— Arrêté du 27 décembre 2023
Un nouvel arrêté du 20 juin 2024 modifie le nom et l'organisation de l'Institut qui devient l'Institut des hautes études par les sciences et la technologie.

## Situation et organisation
L'IHEST est un service à compétence nationale rattaché à la direction générale de la Recherche et de l'Innovation du MESR. Il est dirigé par un directeur désigné pour une période de trois ans renouvelable une fois. Un conseil d'orientation et un conseil scientifique, présidés par une même personnalité scientifique, assiste le directeur. 

## Missions
Cette section est promotionnelle ou publicitaire (novembre 2024). Considérez son contenu avec précaution et/ou discutez-en.
L’Institut des hautes études par les sciences et la technologie, depuis 2007, conduit des réflexions en profondeur sur les évolutions des sciences et de la société. Il aborde de nombreuses questions sur l’enseignement supérieur, la recherche, l’innovation, mais aussi sur les territoires créatifs, l’éducation et la culture, l’Union européenne et la mondialisation ainsi que sur de très nombreuses questions vives qui alimentent les débats science-société.
L’IHEST assure des formations aux nouveaux enjeux de la gouvernance des relations science-innovation-société et, ce faisant, permet l’émergence de personnalités susceptibles de s’impliquer dans le dialogue science-société à des niveaux décisionnels, dans la recherche et l’enseignement supérieur, l’entreprise, les administrations et aussi le secteur politique, les syndicats, la presse, les associations. Les regards croisés entre ces responsables, leurs décentrements sont le gage d’un dialogue et d’une écoute renouvelée. 
Les travaux (conférences, ateliers, voyages d’études…) conduits au sein du cycle annuel de formation, et lors des universités européennes d’été, en lien avec le réseau des auditeurs et celui des intervenants en France et à l’étranger, permettent de revisiter continuellement les interactions entre acteurs dans de très nombreux domaines et d’actualiser chaque année les programmes de ces formations.

## Le cycle annuel de formation
Cette section est promotionnelle ou publicitaire (novembre 2024). Considérez son contenu avec précaution et/ou discutez-en.
L’IHEST accueille chaque année une promotion de 45 auditeurs pour un cycle annuel de formation. Nommés par arrêté ministériel, ces derniers constituent un vivier de personnalités, scientifiques ou non, responsables de haut niveau de l’ensemble des secteurs d’activité de la société. Ils s’impliquent dans un débat éclairé sur les sciences, les technologies, l’innovation et leurs impacts sociaux, avec pour mission de participer au renouvellement du rapport de confiance entre science et société.
Relever les défis contemporains dépend pour une large part des connaissances scientifiques et de l’usage de la technologie. Fort de ce constat, l’IHEST propose un cycle annuel de formation original visant à appréhender les enjeux de société à travers l’éclairage donné par les sciences. Ses méthodes privilégient la démarche scientifique, l’intelligence collective et la diversité socio-culturelle des promotions. Elles développent chez les participants des compétences décisives pour affronter la complexité des transformations qui affectent leurs univers professionnels.

### Une formation unique pour appréhender les enjeux de société
Changement climatique, transformation numérique, transition énergétique, question agricole et alimentaire, biodiversité, santé, croissance et développement, spatial… Les grands enjeux de la société contemporaine sont au cœur des formations de l’IHEST. Elles sont élaborées avec des chercheurs de toutes disciplines, des mathématiques à la sociologie, de la biologie à la philosophie, qui apportent la diversité de leurs points de vue et analyses. Cette approche par la science et la démarche scientifique permet aux décideurs d’appréhender les sujets d’une manière globale, donc d’avoir davantage d’éléments pour guider leurs choix et construire leurs décisions.
Chaque année, le cycle annuel de formation sélectionne une thématique générale qui conjugue l’étude de domaines spécifiques, (intelligence artificielle, data, santé, énergie, éducation, mobilité…) et de thématiques transverses (économie de la connaissance, design, responsabilité sociale de l’entreprise, risques, innovation durable…). 

### Une pédagogie impliquante
Au cours du cycle annuel, les auditeurs réinterrogent leur vision à l’épreuve des transformations sociétales, l’enrichissent des nouvelles approches et connaissances scientifiques et expérimentent la co-construction d’une réponse coordonnée et globale. La pédagogie qui les y conduit s’appuie sur quatre composantes :
- L’acquisition d’un socle de culture scientifique de haut niveau délivré par les meilleurs experts et scientifiques français et internationaux
- L’apprentissage de la méthode scientifique adaptée à la résolution de problématiques complexes
- La pratique du débat et de l’intelligence collective
- L’ouverture à d’autres modes de pensée et pratiques, à travers la diversité socioculturelle des auditeurs et des voyages d’études en région, en Europe et à l’international.

### L’acquisition de compétences mobilisables dans tous les univers professionnels
Tout au long du cycle de formation, les auditeurs développent de nombreuses compétences :
- Conduire une analyse avec la démarche scientifique pour éclairer une prise de décision en basant sa réflexion sur des éléments fiables, en s’appuyant sur les connaissances existantes ou en les produisant, en portant un regard critique sur les données collectées.
- Anticiper les risques de débats et de crises associés aux évolutions scientifiques et technologiques en intégrant les controverses, les problématiques sociales et sociétales que ces évolutions peuvent soulever.
- Présenter une analyse avec assertivité pour convaincre, en maîtrisant les fondamentaux de la communication, en maîtrisant le sujet et sa problématique sous-jacente.
- Mobiliser l’intelligence collective pour analyser un problème complexe, réfléchir à sa résolution et décider collectivement d’une solution en mettant en avant l’apport de la science, de la technologie et de l’innovation pour proposer des solutions et en mobilisant un réseau d’experts adapté.
- Développer son esprit critique pour prendre en compte les informations, en décloisonnant sa pensée, en prenant du recul, en vérifiant la qualité et la véracité de l’information reçue, soit pour l’intégrer à son processus de décision, soit pour objectiver l’analyse d’une situation et son contexte global.

### Le déroulement d’un cycle
Le cycle se déroule sur une durée annuelle de 34 jours à raison de 3 jours par mois en moyenne. Il se compose de plusieurs phases :
- Un séminaire d’intégration en résidentiel pour s’immerger dans les méthodes de travail de l’institut,
- Cinq sessions thématiques sur de grands enjeux de société (économiques et technologiques, sociaux, politiques, culturels) et une session officielle de clôture.
- Trois voyages d’étude respectivement en région, dans un pays européen et à l’international associés à la réalisation d’études de cas sur le terrain et en groupe
- Cinq jours d’ateliers consacrés à travailler en groupe sur une thématique et à la production collective d’un rapport qui fait l’objet d’une présentation devant des instances représentatives de la société (ex : Office parlementaire pour l’évaluation des choix scientifiques et technologiques)
- Une journée en immersion auprès d’un ancien auditeur, pour découvrir d’autres environnements professionnels.

### Les publics de l’IHEST
Les formations de l’IHEST s’adressent aux cadres en situation de responsabilité et aux influenceurs :
- Cadres dirigeants et supérieurs d’entreprise
- Dirigeants et cadres supérieurs des ministères et administration
- Dirigeants et cadres d’établissements publics
- Dirigeants et cadres d’établissements d’enseignement supérieur
- Directeurs de laboratoires
- Coordinateurs de grands projets et infrastructures
- Responsables territoriaux (élus ou administratifs)
- Représentants de la société civile : élus, syndicalistes, monde associatif…
- Journalistes
- Consultants

La constitution des promotions d’auditeurs répond à des objectifs de parité et de mixité de culture et d’univers professionnels.

## Les séminaires et autres interventions de l’IHEST
Cette section est promotionnelle ou publicitaire (novembre 2024). Considérez son contenu avec précaution et/ou discutez-en.
Afin de développer plus largement le recours à la science pour éclairer des sujets à enjeu fort et appuyer la décision publique, l’IHEST propose des séminaires et interventions destinés aux élus et aux responsables publics. Ces formats courts, qui s’adressent particulièrement aux territoires, sont conçus sur mesure avec les acteurs impliqués et s’inspirent de la démarche du cycle national : éclairage des sujets par les sciences et pratique de la démarche scientifique.

### Les universités ou séminaires territoriaux
Les interventions prennent la forme d’un ou plusieurs séminaires réunissant entre 20 et 30 décideurs ou influenceurs régionaux ou locaux, sur une durée négociée avec eux (d’une demi-journée à trois jours).
Le programme est construit sur mesure sur des thématiques choisies par les acteurs publics : les territoires, les collectivités locales ou les métropoles.
L’ADN de la méthode utilisée est identique à celui du cycle national de formation : les décideurs, les élus et les acteurs de terrain participent à une réflexion reposant sur l’apport de scientifiques et d’experts, la mise en œuvre de la démarche scientifique et la pratique de l’intelligence collective pour aboutir à la co-construction de propositions concrètes qui font l’objet d’un document de synthèse, abordant les différents aspects du sujet.

### Des séminaires pour accompagner les initiatives
En partenariat avec la Banque des territoires, l’IHEST propose et organise des ateliers de partage et de réflexion sur un format très court (une demi-journée à une journée). Les acteurs régionaux, les acteurs institutionnels et les chercheurs sont invités à partager leurs expériences sur des sujets à enjeu fort.

## Liste des dirigeants
- Marie-Françoise Chevallier-Le Guyader (d) (fondatrice et directrice de 2007 à 2016)[α],[β],[γ]
- Sylviane Casademont (directrice de 2018 à 2023)[δ],[ε]
- Véronique Balbo-Bonneval (directrice depuis 2024)[ζ]

## Publications
L'IHEST publie chez Actes Sud la collection « Questions vives ».